# Wuppertal

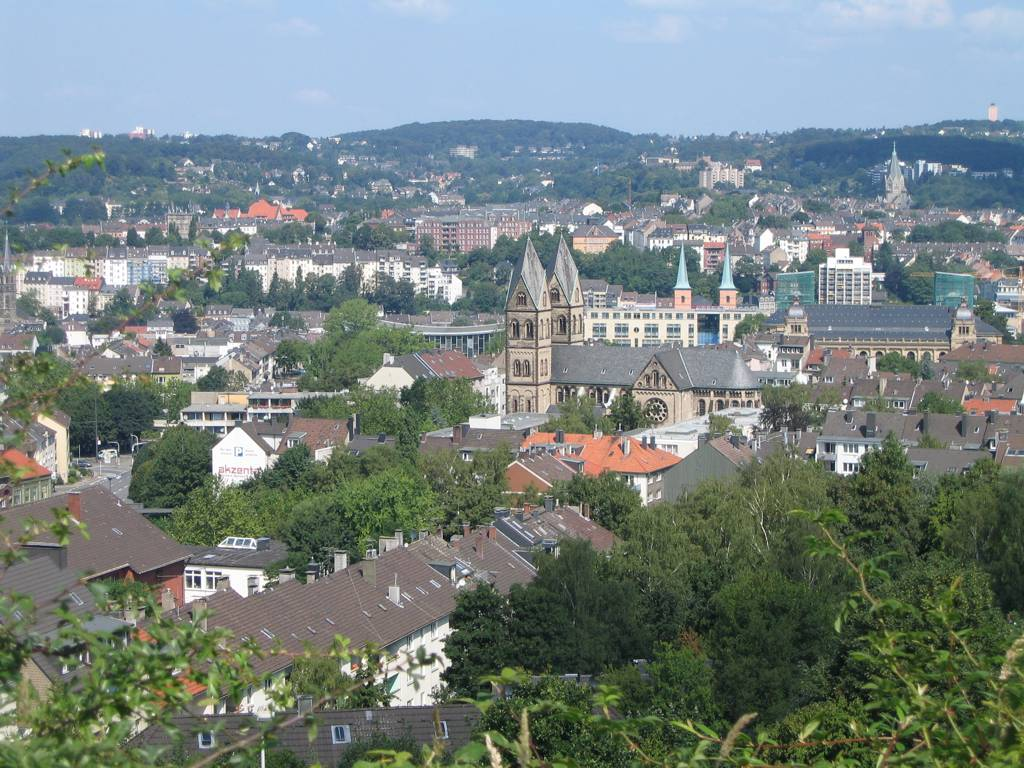
Wuppertal

Wuppertal là một thành phố trong bang Nordrhein-Westfalen của nước Đức. Thành phố có diện tích km², dân số thời điểm cuối năm 2009 là 349.950 người.